# José Chittooparambil
José Chittooparambil CMI (Neeleswaram, 10 de dezembro de 1954) é Bispo de Rajkot.
José Chittooparambil entrou na congregação das Carmelitas de Maria Imaculada, fez a profissão em 5 de junho de 1977 e foi ordenado sacerdote em 8 de maio de 1985. 
Papa Bento XVI nomeou-o bispo de Rajkot em 16 de julho de 2010. O ex-bispo de Rajkot, Gregory Karotemprel CMI, o ordenou bispo em 11 de setembro do mesmo ano; Os co-consagradores foram Stanislaus Fernandes S.J., Arcebispo de Gandhinagar, e Thomas Chakiath, Bispo Auxiliar em Ernakulam-Angamaly.